# Contea di Fengkai
La contea di Fengkai (封开县S, FēngkāiP) è una contea della Cina, situata nella provincia del Guangdong e amministrata dalla prefettura di Zhaoqing.